# Sergio Friscia
Sergio Friscia, né à Palerme en Sicile, le 27 avril 1971, est un acteur, showman, animateur télévision et de radio italien.

## Biographie
Sergio Friscia après avoir fait des études linguistique à Palerme s'installe à Rome où il commence une carrière artistique,.
En 1986, est disc jockey et animateur radio dans les radios régionale et en  1990, pour des chaînes télévisées siciliennes. En 1997, il rejoint les comédiens de Macao, diffusé sur Rai 2.
Successivement, il interprète des films de fiction et des séries télévisées dont Corleone, Il capo dei capi diffusés sur Canale 5, Le ali), diffusés sur Rai 1 et Squadra antimafia - Palermo oggi diffusés sur Canale 5, jouant dans les deux premières saisons le rôle de Nardo Abate.
Au cinéma, il a joué le professeur Saro Li Causi dans le film 'Quell'estate felice, réalisé par Beppe Cino, et dans Oggi sposi réalisé par Luca Lucini.
Depuis le printemps 2013, il participe à l'émission télévisée Striscia la notizia, en imitant  Beppe Grillo.
Le 26 octobre 2015, il sort son premier album intitulé L'altro me, produit par Studio Chirco - Crema - Edizioni Musicali e Cinema et en décembre 2015, il joue le rôle Don Vincenzo, l'un des protagonistes du film Professeur Cenerentolo de Leonardo Pieraccioni.
À partir de janvier 2016, il rejoint le casting de Domenica in, dirigé par Paola Perego et Salvo Sottile sur Rai 1. Du 9 au 13 février 2016, il anime l'avant-première du Festival de Sanremo.
En 2017, il  participé au nouveau film de Ficarra e Picone L'ora legale et en 2018 il est au casting  du film Finalmente Sposi, réalisé par Lello Arena.

## Publication
En 2017, Friscia publie son premier livre autobiographique intitulé  Un girovita da mediano, publié par Rai Eri, distribué par Mondadori.

## Filmographie

### Cinéma
- 2000 : Intrigue a Cuba de Riccardo Leoni
- 2000 : Le girafe de Claudio Bonivento
- 2006 : Mais j'adore! de Tonino Zangardi
- 2007 : That happy summer de Beppe Cino
- 2009 : Oggi sposi de Luca Lucini
- 2015 : Professeur Cenerentolo de Leonardo Pieraccioni
- 2016 : MMA Love never dies de Riccardo Ferrero
- 2017 : L'ora legale de Ficarra e Picone
- 2018 : Enfin marié de Lello Arena
- 2018 : Free de Fabrizio Maria Cortese
- 2019 : Compromessi sposi de Francesco Miccichè
- 2019 : Tuttopposto de Gianni Costantino
- 2019 : Il delitto Mattarella de Aurelio Grimaldi

### Télévision
- 2000 : Il bello delle donne de Giovanni Soldati
- 2000 : Tequila & Bonetti de B. Nappi et M. Dell'orso
- 2005 : Carabinieri - Undercover de R. Mertes
- 2007 : Corleone d'A. Sweet et E. Monteleone
- 2008 : Le ali de Andrea Porporati
- 2009-2010 : Équipe anti-mafia - Palerme aujourd'hui
- 2010 : Le secret de l'eau de Renato De Maria
- 2011 : The narcotics de Michele Soavi
- 2011 : La donna della domenica de Giulio Base
- 2015 : Sfida al cielo - The narcotics 2 de Michele Soavi
- 2015 : Ceci est mon pays de Michele Soavi

### Programmes TV
- 1997-1998 : Macao
- 1998-1999 : Vos affaires (I fatti vostri)
- 2000 : une chanson pour toi (Una canzone per te)
- 2001 : Convenscion
- 2001 : Convenscion 2001
- 2001 : Super Convenscion
- 2002 : Convenscion a colori
- 2002 : Destinazione Sanremo
- 2003 : Ciro Visitors
- 2003 : La Fabbrica del Sorriso
- 2003-2007 : Notte Mediterranea
- 2003-2006 : Quelli che il calcio
- 2003 : Grolla d'oro
- 2003 : Furore
- 2003 : Un disco per l'estate
- 2005 : Bulldozer
- 2005-2006 : Piazza Grande
- 2006 : Amore
- 2006 : Téléthon
- 2006-2007 : Tintoria
- 2007-2010 : Insieme
- 2007 : I Fuoriclasse
- 2008 : Tintoria Show
- 2008 : Piloti
- 2008 : Stracult Show
- 2009 : Quasi TG
- 2009 : Scorie
- 2009 : Mezzogiorno in famiglia
- 2010 : Voglia d'aria fresca
- 2010 : Stiamo tutti bene
- 2011 : Striscia la Notizia
- 2014-2015 : Si può fare
- 2015 : Made in Sud
- 2015-2018 : Stasera tutto è possibile
- 2015 : Tale e Quale Show
- 2015 : Maurizio Costanzo Show
- 2015 : Zecchino d'oro
- 2016 : Anteprima del Festival de Sanremo
- 2016 : Ah Ah Car
- 2016 : NaTale e quale show
- 2017 : Soliti ignoti
- 2017 : 60 Zecchini
- 2018-2019 : L'anno che verrà
- 2018-2019 : Mezzogiorno in famiglia
- 2018-2019 : Striscia la Notizia
- 2019 : Da noi... a ruota libera
- 2020 : Striscia la Notizia

## Théâtre
- 1997 : J'ai dérangé? Parce que sinon c'est un péché
- 1998 : Mixte frit
- 1999-2001 : Gazéifié ... lisse ... ou Sergio Friscia?
- 2002-2003 : www.sergiofriscia.it
- 2004-2005 : Pour le dire ... je n'y croit pas !
- 2006 : Ce soir ... ou jamais!
- 2006/2007 : En Conditionnellement
- 2007-2008 : Friscia Night Show
- 2008-2010 : Je t'offre un clone
- 2010-2011 : Friscia Night Show ... rires et musique
- 2012 : Friscia Night Show
- 2012 : Travaux en cours par Claudio Fava
- 2012-2013 : Pististoccu a ghiotta par G. Clementi
- 2012-2015 : Friscia Night Show ... rires et musique
- 2016-2017 : Vous le passerez ce soir. Friscia!
- 2018-2019 : Un tour de taille médian ... en tournée
- 2019-2020 : Aladin - la brillante comédie musicale

## Radio
- 1992-1996 : Laughter Time et Frisciati la nuit sur Radio Time
- 2001-2004 Huit volant (Ottovolante) sur Rai Radio Due
- 2002-2005 : Pelo e Contropelo sur Radio Kiss Kiss
- 2006-2015 : Montagnes russes sur Rai Radio Due
- 2016 : Je n'ai aucune idée sur Radio Time
- 2016-2018 : Tout le monde est fou sur RDS Radio Dimensione Suono
- 2018-2020 : Anna et Sergio, de 9 à 12 ans sur Radio Dimensione Suono

## Discographie
- 2015 : L'altro me